# Abzeichen für Blockadebrecher

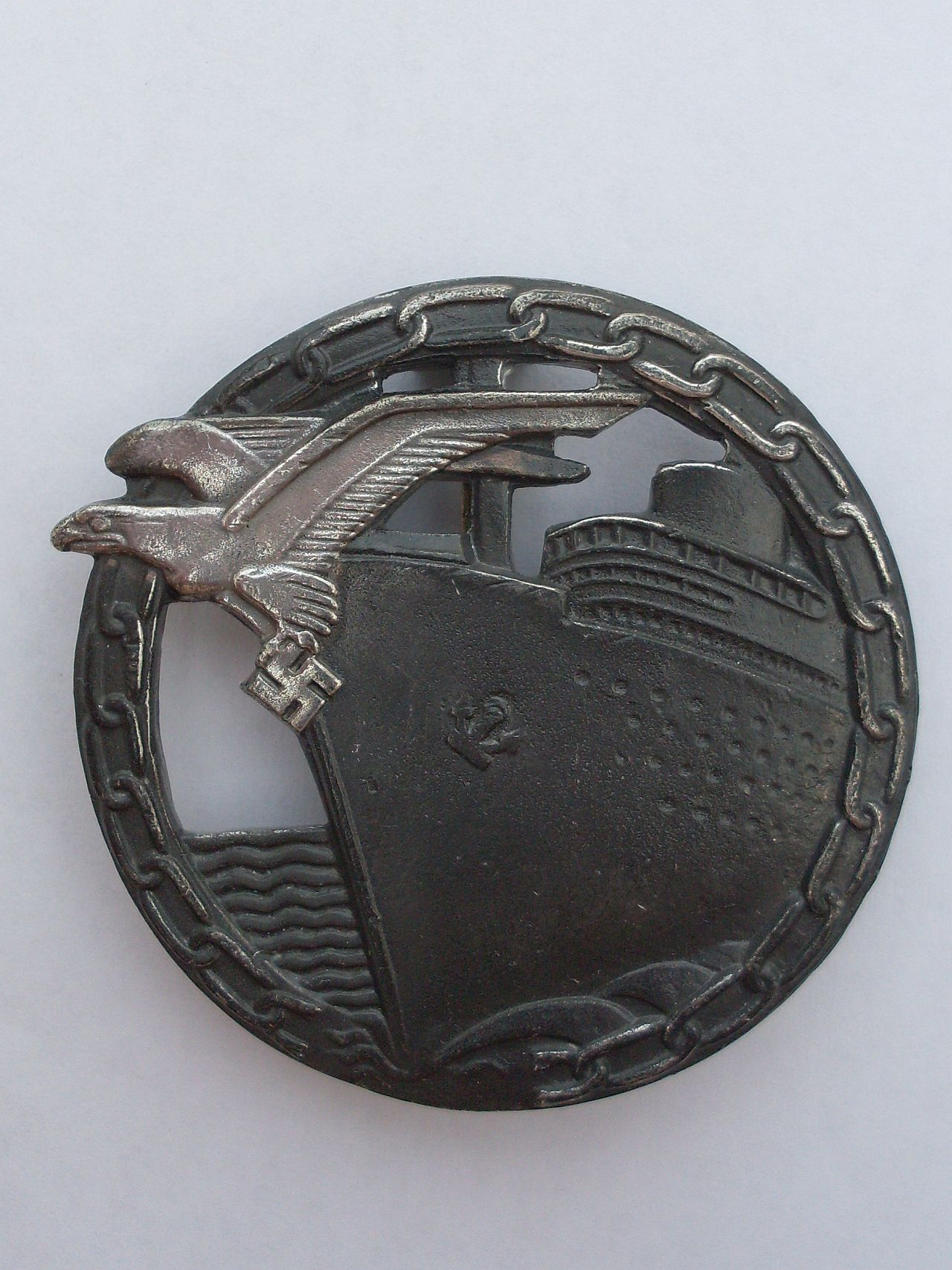
Vorderseite des Blockadebrecherabzeichens

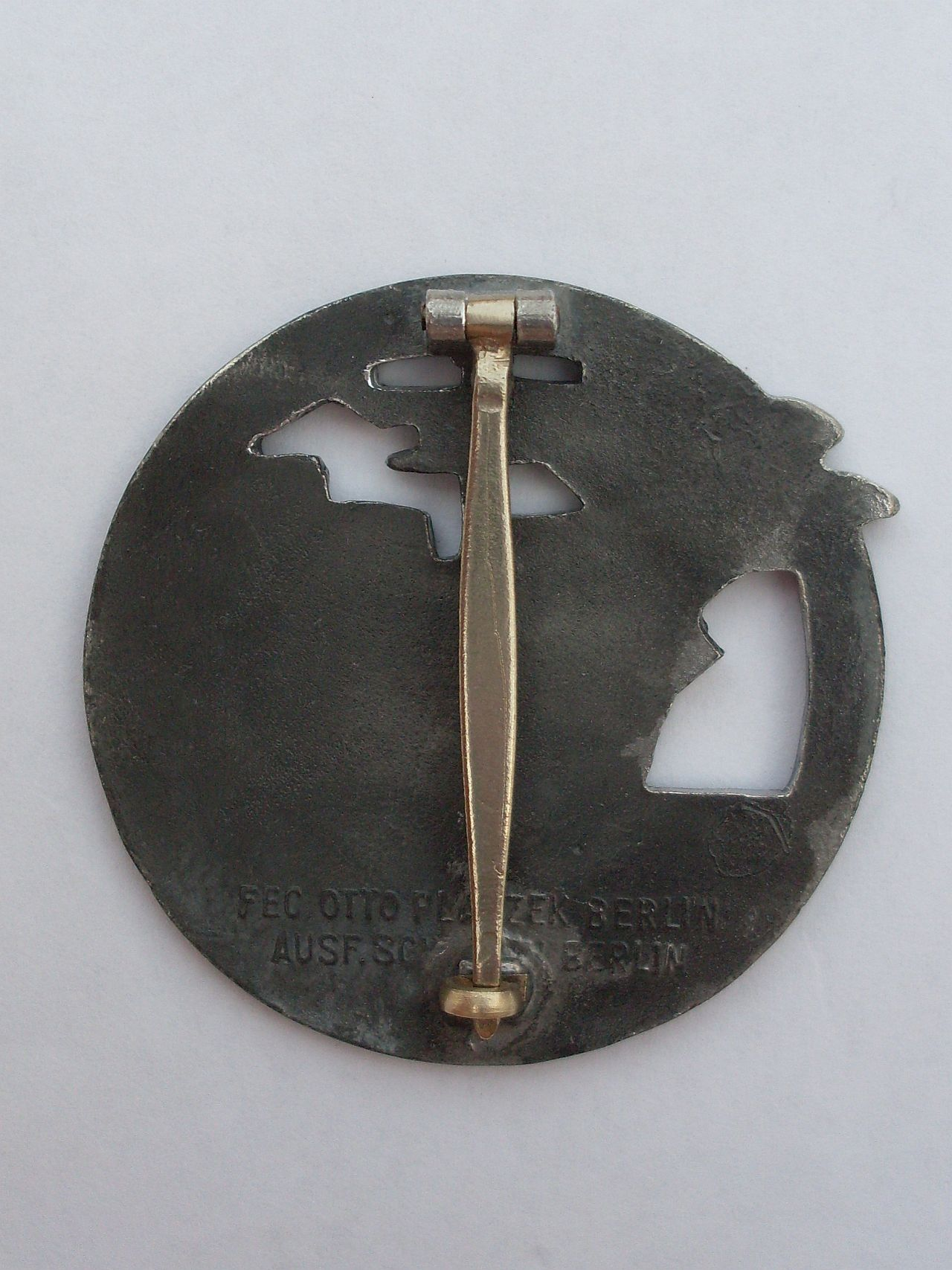
Rückseite des Blockadebrecherabzeichens

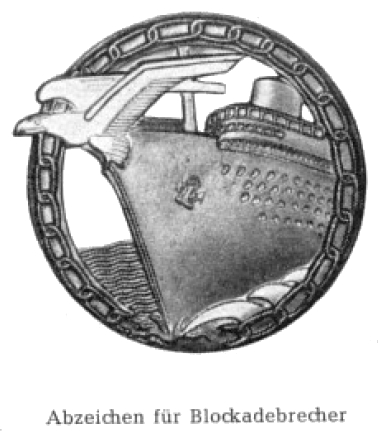
Abbildung des Blockadebrecherabzeichens in der 57er Version

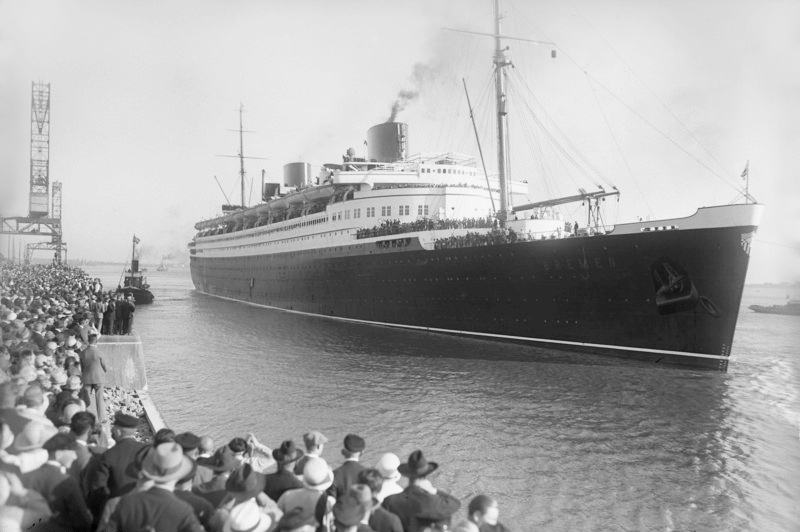
Die Bremen stand Modell für das Blockadebrecherabzeichen

Das Abzeichen für Blockadebrecher war ein zum 1. April 1941 von Adolf Hitler gestiftetes Ehrenzeichen. Es wurde Schiffsbesatzungen deutscher Schiffe verliehen, die sich bei Kriegsausbruch im Ausland befanden und trotz der alliierten Blockade in die Heimat zurückkehrten.

## Aussehen, Beschaffenheit und Trageweise
Das Abzeichen für Blockadebrecher ist aus Buntmetall oder Zink und hat die Maße 48 × 48 mm. Es zeigt einen mit Adler und Hakenkreuz (als eine Art Galionsfigur) verzierten Schiffsbug, der eine den Rand des Abzeichens bildende Sperrkette mit hoher Fahrt durchschneidet. Das auf dem Abzeichen dargestellte Schiff ist die Bremen des Norddeutschen Lloyd. Das Schiff stand im Jahr 1939 unter dem Kommando von Kommodore Adolf Ahrens. Es durchbrach Dezember 1939 die englische Seeblockade von Murmansk Richtung Bremerhaven. Hierfür erhielten Ahrens und seine Besatzung als erste diese neu geschaffene Auszeichnung.
Der Entwurf des Abzeichens geht auf den Künstler Otto Placzek zurück. Die gewählte Symbolisierung des Durchschneidens einer Sperrkette wurde gewählt, um der Tat als „Blockadebrecher“ gerecht zu werden. Im Übrigen wurde das Abzeichen an Zivilisten der Handelsmarine in einer Halbminiatur verliehen. Getragen wurde das Abzeichen zur Uniform und zum Feldanzug auf der linken Brustseite unter dem Eisernen Kreuz I. Klasse oder an seiner Stelle in und außer Dienst. Zugleich wurde mit dem Abzeichen eine Nadel verliehen, die zu jedem anderen Anzug auf dem linken Jacken- bzw. Mantelaufschlag zu tragen war.

## Verleihungsbedingungen
Das Abzeichen konnte an die Besatzungen von Blockadebrechern und an Schiffsbesatzungen, die unter der deutschen Handelsflagge fuhren und in ihrer Tätigkeit den Blockadebrechern gleichzustellen waren, bei Erfüllung der Verleihungsvoraussetzungen verliehen werden.

## Durchführungsbestimmungen
Die am gleichen Tag erlassene Durchführungsverordnung von Reichsverkehrsminister Julius Dorpmüller regelte die genauen Verleihungsbedingungen.

### Verleihungsbedingungen
Das Abzeichen für Blockadebrecher wurde an Besatzungen von Seeschiffen unter folgenden Bedingungen verliehen:
- a) „Erfolgreicher Durchbruch des Schiffes durch die feindliche Blockade“
- b) „Vernichtung des Schiffes im Falle drohender Aufbringung durch feindliche Streitkräfte“
- c) „Vorliegen besonders gelagerter Fälle, die zur Erhaltung bzw. zur Vernichtung von Schiff und Ladung im Interesse von Volk und Wirtschaft geführt haben und ein hohes Maß von Einsatz bewiesen“
- d) „An Überlebende eines Schiffes, das durch Feindeinwirkung verloren gegangen ist“
- e) „In besonderen Fällen an Verwundete“[6]

Im Übrigen war für die Verleihung des Abzeichens Würdigkeit und gute Führung vorausgesetzt.

### Verleihungsvorschläge
Die Verleihungsvorschläge waren von dem Kapitän bzw. seinem Stellvertreter über die Reederei, im Verhinderungsfall von der Reederei unmittelbar dem zuständigen Seeschifffahrtsbevollmächtigten einzureichen. Dieser leitete dann die Vorschläge mit seiner eigenen Stellungnahme an den Reichsverkehrsminister weiter. Die Vorschläge mussten dabei folgende Angaben enthalten:
1. Vor- und Familienname,
2. Geburtstag und -Ort,
3. Berufsbezeichnung,
4. Name des Schiffes und der Reederei,
5. kurze Begründung und die
6. Stellungnahme des Schifffahrtsbevollmächtigten.[9]

Das Abzeichen, einschließlich der Nadel, wurde unentgeltlich mit Besitzzeugnis verliehen. Es verblieb beim Tod des Beliehenen bei seinen Hinterbliebenen. Die Verleihung war im Seefahrtbuch zu vermerken.

## Änderungen der Durchführungsbestimmungen
Die Durchführungsbestimmungen wurden im weiteren Kriegsverlauf noch mehrmals geändert. So wurde zum Beispiel am 28. Juni 1942 die Verleihungskompetenz geändert, so dass ab diesem Datum anstelle des Reichsverkehrsministers nunmehr der Reichskommissar für die Seeschifffahrt Karl Kaufmann für Schiffe in freier Fahrt, und im militärischen Bereich der Oberbefehlshaber der Kriegsmarine Erich Raeder im Einvernehmen mit Kaufmann, das Abzeichen verleihen konnte.

## Sonstiges
Laut Gesetz über Titel, Orden und Ehrenzeichen vom 26. Juli 1957 ist das Tragen der Auszeichnung in der Bundesrepublik Deutschland nur ohne nationalsozialistische Embleme gestattet.